# Dave Brubeck
David Warren "Dave" Brubeck (født 6. december 1920, død 5. december 2012) var en amerikansk jazzpianist og komponist.
Som bandleder og komponist for "The Dave Brubeck Quartet" fra 1958 til 1967 var han eksponent for third stream-jazzen.
Denne gruppe var en af de første som indførte og eksperimenterede med skæve taktarter i jazzen så som numrene "Take Five" og "Blue Rondo a la Turk".